# Olszewo (gmina Lidzbark)
Olszewo – osada w Polsce położona w województwie warmińsko-mazurskim, w powiecie działdowskim, w gminie Lidzbark.
W latach 1975–1998 miejscowość należała administracyjnie do województwa ciechanowskiego.